# Kim Young-ho
Kim Young-Ho (Nonsan, 9 de abril de 1971) é um esgrimista profissional coreano, medalhista olímpico.
Kim Young-Ho representou seu país nos Jogos Olímpicos de Verão de 1992 a 2000. Conquistou a medalha de ouro no florete individual em 2000.